# Zonnegloedknotszwam
De zonnegloedknotszwam (Clavaria incarnata) is een schimmel behorend tot de familie Clavariaceae. Hij leeft saprotroof (?) tussen mos en gras in ietwat schrale graslanden op lemige, kleiïge of kalkhoudende bodems.

## Kenmerken
Het vruchtlichaam is in de vorm van een rechte, onvertakte, cilindrische en in de lengterichting gegroefde stok. Het is licht behaard aan de basis. Het oppervlak is vleesroze, zalmroze, witachtig.
De basidiosporen zij ellipsvormig, glad en meten 6,5-10 × 3,5-6,5 μm. Het heeft een monomitisch hyfensysteem met parallelle, gesepteerde hyfen.

## Verspreiding
In Nederland komt de zonnegloedknotszwam zeldzaam voor. Hij staat op de rode lijst in de categorie 'Bedreigd'.